# 나, 너 그리고 우리 (2005년 영화)
《나, 너 그리고 우리》(영어: Yours, Mine & Ours)는 미국에서 제작된 라자 고스넬 감독의 2005년 가족 코미디 영화이다. 데니스 퀘이드 등이 출연하였고, 로버트 사이먼즈 등이 제작에 참여하였다.

## 출연진
- 데니스 퀘이드
- 러네이 루소
- 립 톤
- 린다 헌트
- 제리 오코널
- 데이비드 케크너
- 조시 헨더슨

비어즐리네 아이들
- 숀 패리스
- 카티야 페벡
- 딘 콜린스
- 타일러 패트릭 존스
- 헤일리 램
- 브레컨 파머
- 브리저 파머
- 타이 패니츠

노스네 아이들
- 드레이크 벨
- 대니엘 패너베이커
- 릴 JJ
- 미키 이시카와
- 미란다 코스그로브
- 슬레이드 피어스
- 앤드루 보
- 제니퍼 허비브
- 제시카 허비브
- 니컬러스 로제이킹

## 기타 제작진
- 총괄 제작: 리처드 서클
- 배역: 샬리마 리어디카, 메리 버뉴
- 미술: 린다 더세나
- 의상: 마리실비 더보